# Elco Brinkman

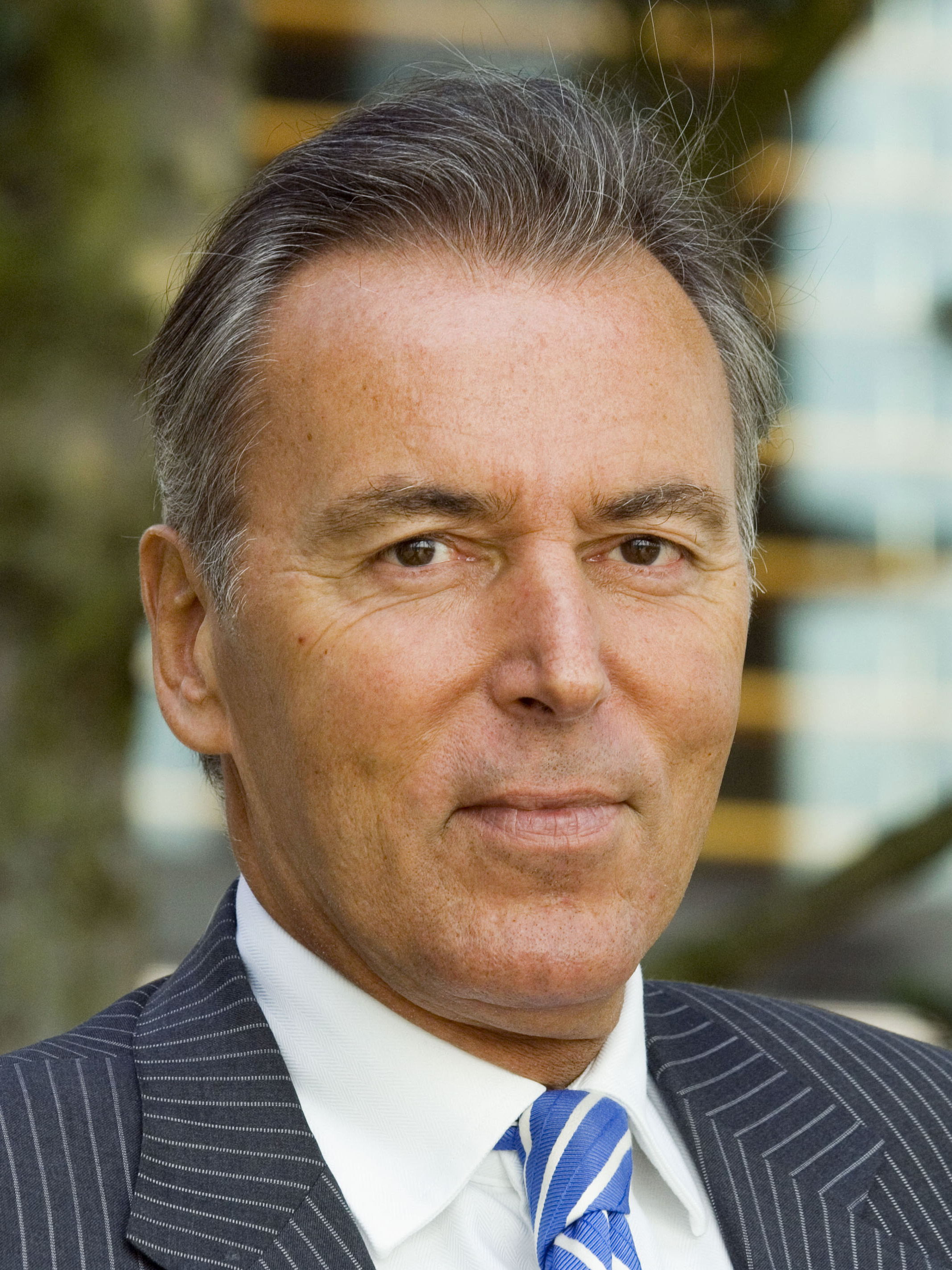
Elco Brinkman (2008)

Leendert Cornelis (Elco) Brinkman (* 5. Februar 1948 in Dirksland, Südholland) ist ein niederländischer Politiker (CDA) und Verbandsfunktionär. Er war von 1982 bis 1989 Gesundheits- und Kulturminister der Niederlande, anschließend bis 1994 Fraktionsvorsitzender des CDA in der Zweiten Kammer. Von 1995 bis 2013 war Brinkmann Vorsitzender des Verbands der niederländischen Bauwirtschaft und von 2011 bis 2019 CDA-Fraktionsvorsitzender in der Ersten Kammer.

## Leben
Brinkman wuchs in einer streng-calvinistischen (gereformeerde) Familie auf, sein Vater war Bürgermeister und Mitglied der Anti-Revolutionaire Partij (ARP). Elco Brinkman studierte an der Vrije Universiteit Amsterdam Politikwissenschaft und Staatsrecht und wurde dort 1970 wissenschaftlicher Mitarbeiter in der Abteilung für Verwaltungswissenschaft. 1974 wechselte er in die Verwaltung der Provinz Nordholland. Ein Jahr später wurde er Assistent im Innenministerium der Niederlande, wo er 1979 zum stellvertretenden Generalsekretär und im Jahr darauf Generaldirektor für Innerstaatliche Verwaltung aufstieg.

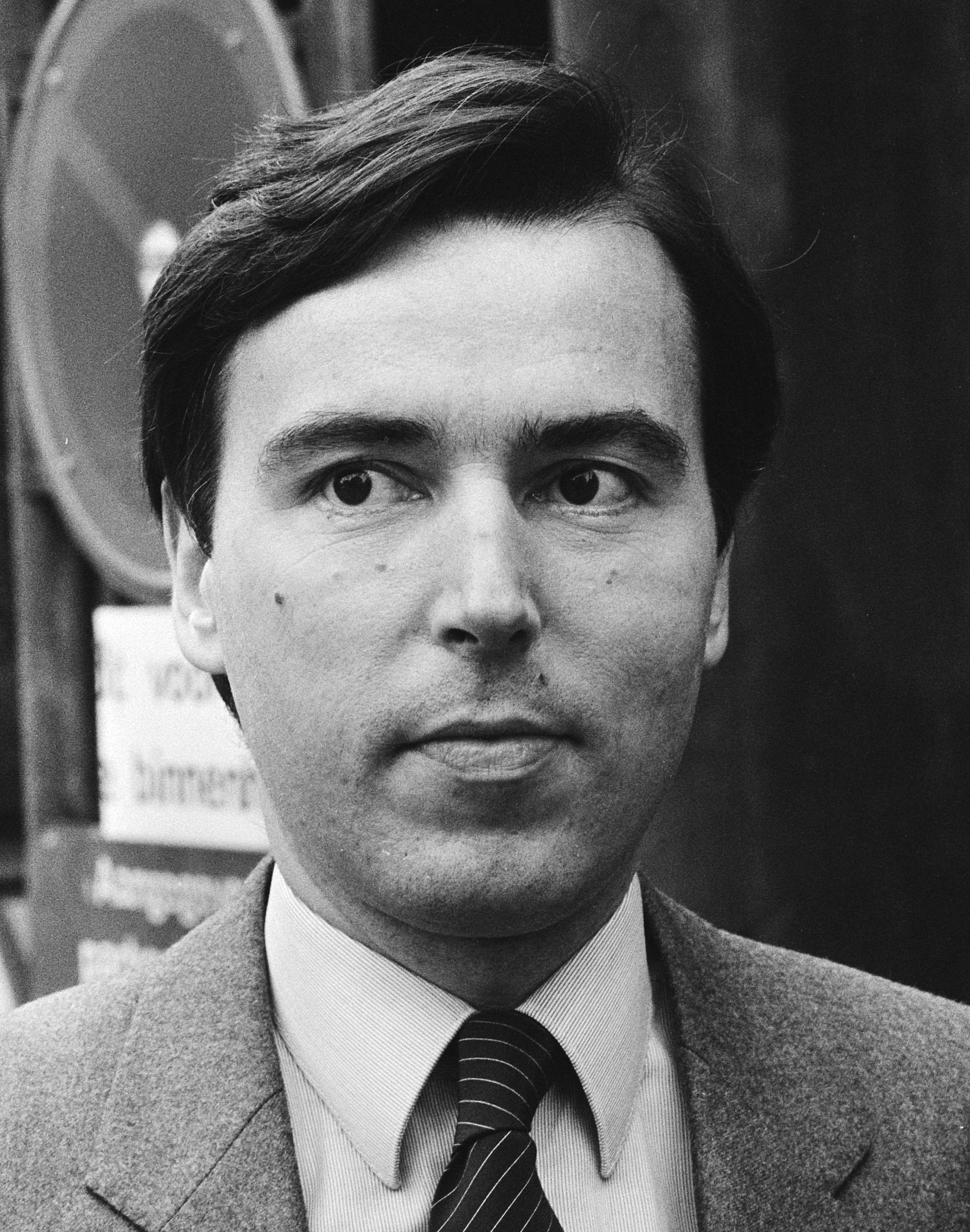
Der designierte Gesundheits- und Kulturminister Brinkmann bei der Vorstellung des Kabinetts Lubbers I, 1982

1973 trat Brinkmann als unmittelbares Mitglied dem Christen-Democratisch Appèl (CDA) bei, er gehörte also keiner der drei konfessionellen Vorgängerparteien an, die sich 1980 auflösten. Mit 34 Jahren wurde er in die Mitte-rechts-Regierung seines Parteikollegen Ruud Lubbers berufen. Vom 4. November 1982 bis 7. November 1989 war Brinkman Minister für Gesundheit, Wohlfahrt und Kultur in den Kabinetten Lubbers I und II. 
Bei der Parlamentswahl im September 1989 wurde er als Abgeordneter in die Zweite Kammer der Generalstaaten gewählt, der er bis zum 25. April 1995 angehörte. Von November 1989 bis August 1994 war Brinkmann Vorsitzender der CDA-Fraktion in der Zweiten Kammer. Am 29. Januar 1994 löste er den bisherigen Ministerpräsidenten Ruud Lubbers als politischen Führer (politiek leider) des CDA ab, bei der Parlamentswahl im Mai 1994 war er Spitzenkandidat (lijsttrekker) seiner Partei. Diese stürzte bei der Wahl von 35 auf 22 Prozent der Stimmen ab und verlor 20 Sitze. Nach diesem historisch schlechten Ergebnis mussten die Christdemokraten erstmals seit Ende des Zweiten Weltkriegs in die Opposition. 
Am 16. August 1994 wurde Brinkmann als Partei- und Fraktionschef von Enneüs Heerma abgelöst. Er zog sich zunächst aus der Parteipolitik zurück und wurde zum 1. Mai 1995 Vorsitzender des Verbands der Bauwirtschaft Algemeen Verbond Bouwbedrijf (AVBB), 2005 umbenannt in Bouwend Nederland, den er bis Ende Juni 2013 leitete. Parallel war er von 2001 bis 2009 Vorstandsvorsitzender des Algemeen Burgerlijk Pensioenfonds (ABP), dem privatisierten Pensionsfonds für Beamte und Lehrer. Vom 7. Juni 2011 bis 11. Juni 2019 war Brinkman Senator in der Ersten Kammer der Generalstaaten und dort Vorsitzender der CDA-Fraktion.
Brinkman ist mit Janneke Brinkman-Salentijn verheiratet und hat drei Kinder. Mit seiner Familie wohnt er in Leiden.

## Werke (Auswahl)
- Politici : kijken in de ziel Coen Verbraak (Interviews) [o.a. Elco Brinkman], Amsterdam : Rap, 2012, ISBN 978-90-6005-925-8
- De strijd om de ruimte in Nederland Elco Brinkman, Lelystad : IVIO uitgeverij, 2006 [AO-reeks nr. 2866], ISBN 90-8587-044-5
- De stranding. Het CDA van hoogtepunt naar catastrofe Marcel Metze, SUN, 1995, ISBN 978-9061684367
- Welzijn, profijt en cultuur L.C. Brinkman, J.C.J. Lammers, J.A.A. van Doorn ; met een inl. van K.L. Poll, Amsterdam : Vereniging voor Onderwijs, Kunst en Wetenschap, 1983 (congresbundel), ISBN 90-10-05138-2